# Lensia canopusi
Lensia canopusi är en nässeldjursart som beskrevs av Stepanjants 1977. Lensia canopusi ingår i släktet Lensia och familjen Diphyidae. Inga underarter finns listade i Catalogue of Life.